# Ernesto Figueiredo
Ernesto Figueiredo (* 6. července 1937 Tomar) je bývalý portugalský fotbalista, útočník. Byl spolu s Eusébiem nejlepším střelcem portugalské ligy v sezóně 1965/1966.

## Fotbalová kariéra
Začínal v týmech GD Matrena, União de Tomar a Viação Sernache. V portugalské lize hrál za Sporting Lisabon, se kterým vyhrál dvakrát portugalskou ligu a jednou portugalský pohár. Kariéru zakončil v ligovém týmu Vitória Setúbal. Celkem v portugalské lize nastoupil ve 196 utkáních a dal 116 gólů. V Poháru mistrů evropských zemí nastoupil v 5 utkáních a dal 1 gól, v Poháru vítězů pohárů nastoupil ve 12 utkáních a dal 7 gólů a v roce 1964 soutěž se Sportingem vyhrál a ve Veletržním poháru nastoupil ve 21 utkáních a dal 8 gólů. Za reprezentaci Portugalska nastoupil v letech 1966–1969 v 6 utkáních. Na Mistrovství světa ve fotbale 1966 byl členem bronzové portugalské reprezentace, ale v utkání nenastoupil.

## Ligová bilance
| Ročník                        | Zápasy | Góly | Klub             |
| ----------------------------- | ------ | ---- | ---------------- |
| 1. portugalská liga 1960/1961 | 23     | 18   | Sporting Lisabon |
| 1. portugalská liga 1961/1962 | 25     | 13   | Sporting Lisabon |
| 1. portugalská liga 1962/1963 | 18     | 11   | Sporting Lisabon |
| 1. portugalská liga 1963/1964 | 23     | 17   | Sporting Lisabon |
| 1. portugalská liga 1964/1965 | 10     | 4    | Sporting Lisabon |
| 1. portugalská liga 1965/1966 | 26     | 25   | Sporting Lisabon |
| 1. portugalská liga 1966/1967 | 14     | 6    | Sporting Lisabon |
| 1. portugalská liga 1967/1968 | 16     | 7    | Sporting Lisabon |
| 1. portugalská liga 1968/1969 | 26     | 11   | Vitória Setúbal  |
| 1. portugalská liga 1969/1970 | 15     | 4    | Vitória Setúbal  |
| CELKEM 1. portugalská liga    | 196    | 116  |                  |